# Notre-Dame (Cintegabelle)

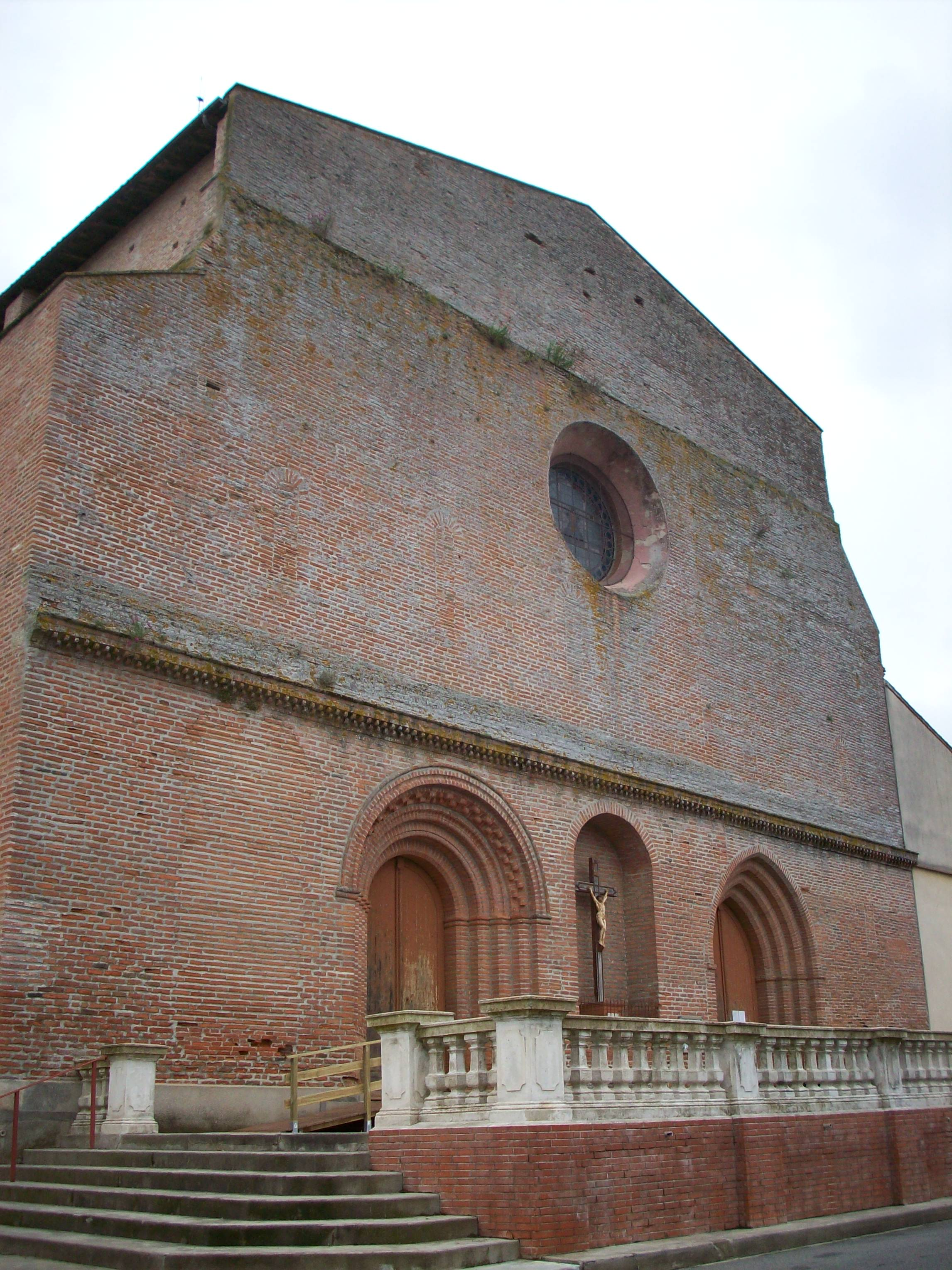
Notre-Dame (Cintegabelle)

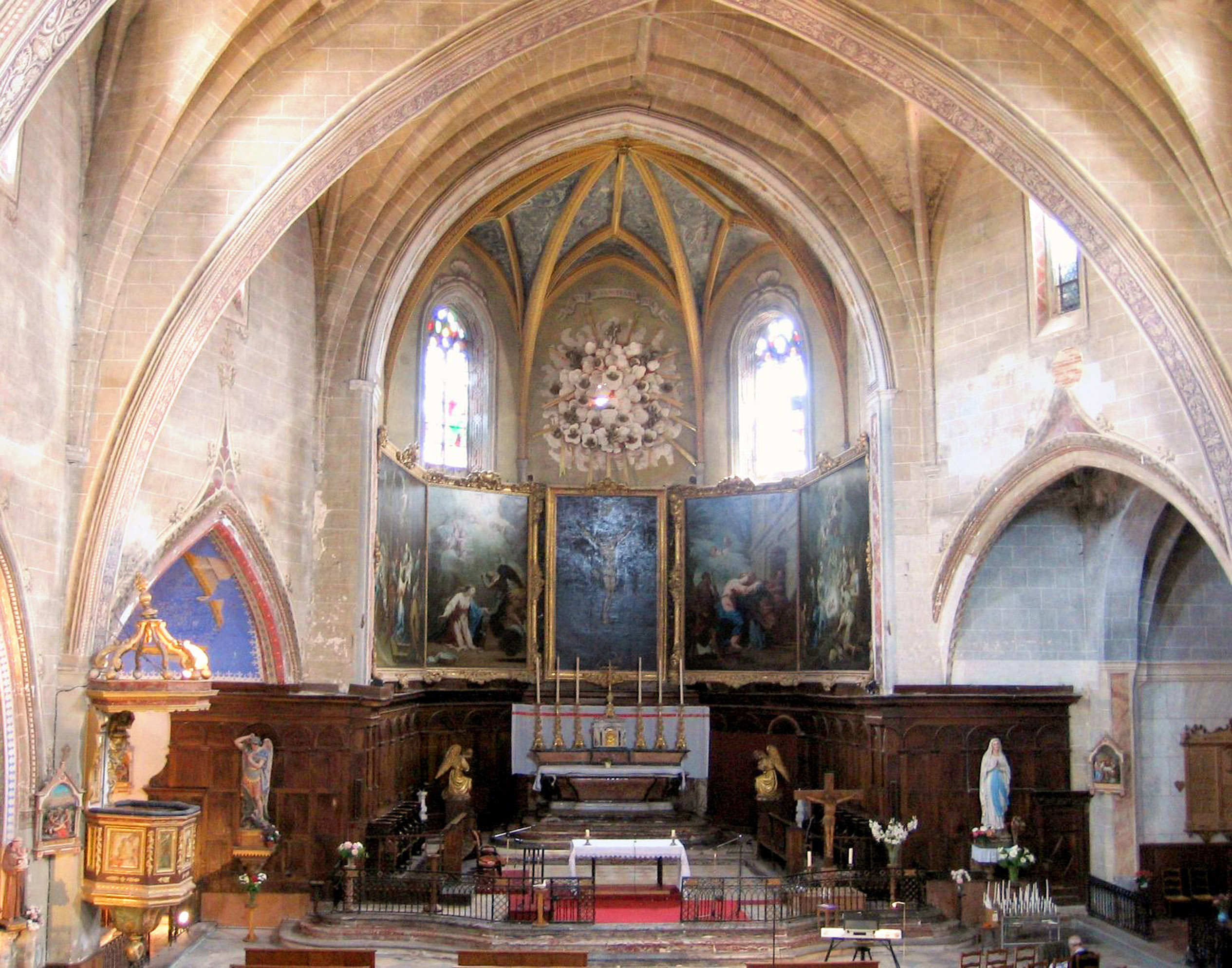
Chor der Kirche mit den Gemälden von Jean-Baptiste Despax

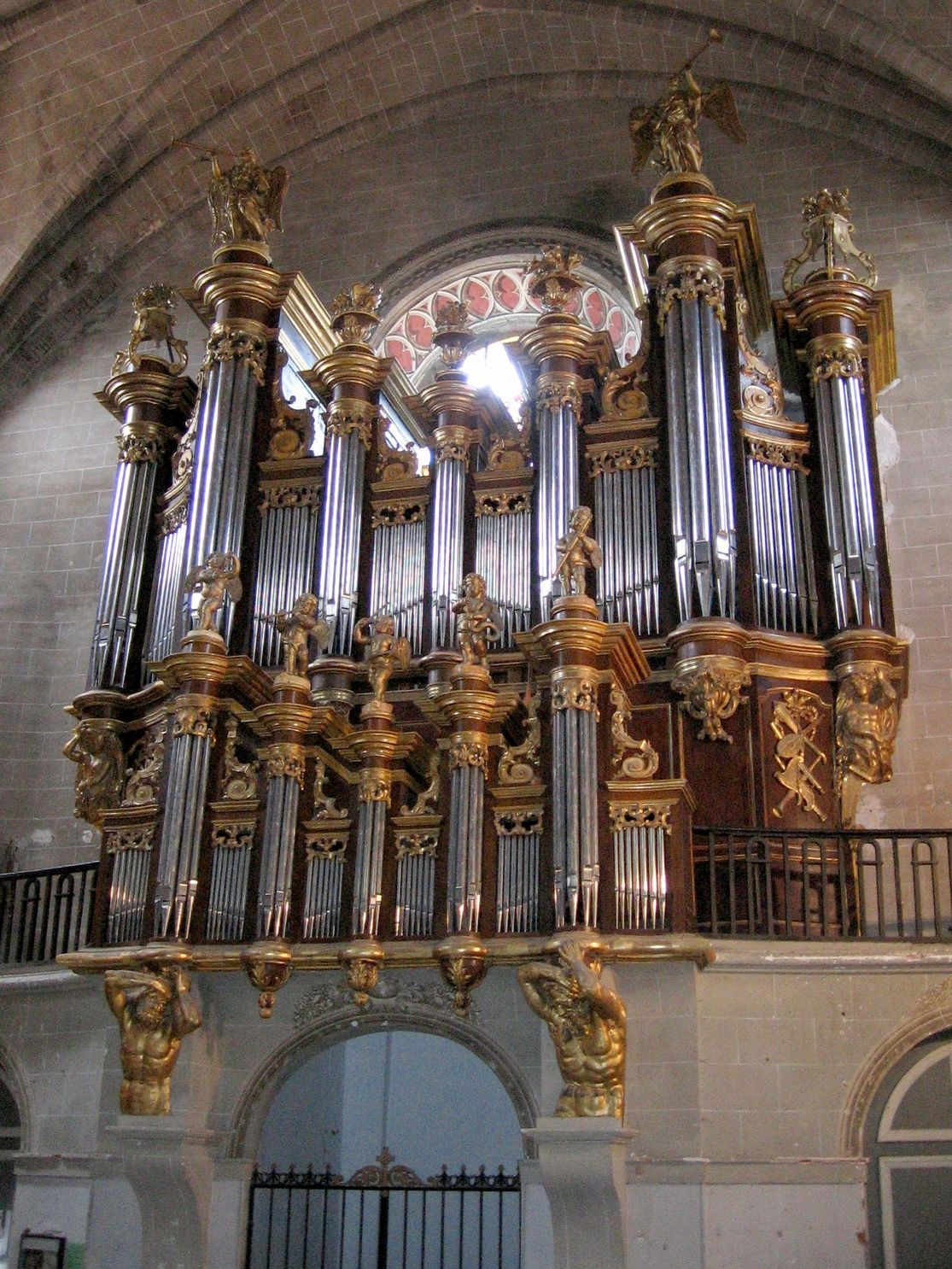
Gehäuse der Orgel

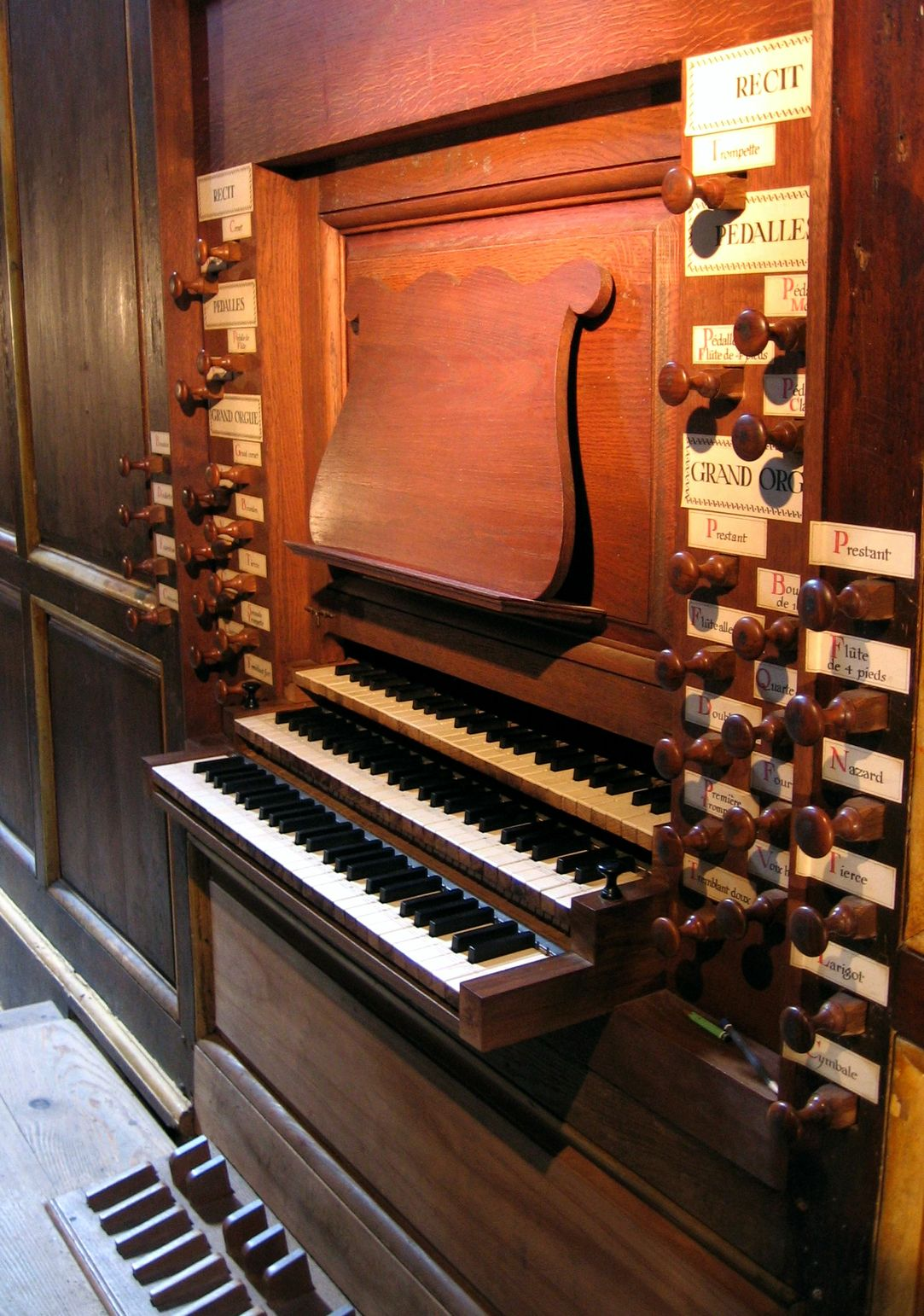
Die Manuale der Orgel

Die Kirche Notre-Dame in Cintegabelle (ausführlich: Sainte-Vierge-de-la-Nativité) ist eine Kirche aus Toulouser Backstein, die im 15. Jahrhundert aus einem älteren Gebäude umgebaut wurde und seit 1984 als Monument historique klassifiziert ist. Sie ist nicht zuletzt für ihre bedeutende historische Orgel bekannt.

## Architektur und Ausstattung
Die Kirche ist eine relativ kleine gotische Saalkirche aus Backstein mit niedrigen Seitenkapellen und einschiffigem Chorpolygon. 
Zahlreiche sehenswerte Kunstgegenstände werden hier aufbewahrt:
- Gemälde von Jean-Baptiste Despax (1709–1773), dem die Dekoration der Karmeliterkapelle in Toulouse zu verdanken ist, die auf beiden Seiten einer Kreuzigung (1700) von Jean Simon Platz finden. Diese vier Gemälde, die sich im Chorpolygon befinden, stehen seit 1906 unter Denkmalschutz. Als weitere Gemälde von Despax sind zu nennen: Die Vision des heiligen Benedikt (1914 klassifiziert), Die Heilige Familie (1908 klassifiziert). Diese Gemälde stammen aus dem Kloster Boulbonne, das die Truppen der Französischen Revolution geräumt hatten.
- aus demselben Ort stammend, die Kanzel aus dem 18. Jahrhundert, die 1931 unter Denkmalschutz gestellt wurde;
- das seltene Taufbecken aus Blei aus dem 13. Jahrhundert, das auf beiden Seiten Verzierungen aufweist. Es wurde bereits 1901 unter Denkmalschutz gestellt;
- eine Bronzeglocke aus dem Jahr 1432 wurde 1906 unter Denkmalschutz gestellt.

## Orgel
Die Kirche von Cintegabelle ist vor allem für ihre Orgel bekannt, deren ursprünglicher Bau im Jahr 1742 Christophe Moucherel zugeschrieben wird. Sie wurde 1754 von Jean-François Lépine höher angebracht und komplett überarbeitet. Das Instrument stammt aus dem Kloster Boulbonne und wurde während der Französischen Revolution im Jahr 1798 von dem Bürger Jacques Fageadet für 615 Francs gekauft. Der Einbau der Orgel auf der Empore der Kirche begann im Jahr 1806 und wurde erst 1819 fertiggestellt.
Das Gehäuse im Louis-seize-Stil ist mit seinen musizierenden Engeln und vergoldeten Atlanten ein Meisterwerk, das 1906 unter Denkmalschutz gestellt wurde und in diesem Gebäude, das ursprünglich nicht für ein Instrument dieser Größe vorgesehen war, eine imposante Erscheinung darstellt.
Das Werk der Orgel (das 1972 ebenfalls unter Denkmalschutz gestellt wurde) ist nicht weniger bemerkenswert, mit seinen 34 Registern, die auf drei Manuale und einem französischen Pedalwerk verteilt sind. Die letzte Restaurierung (und Rekonstruktion, da es nötig war, die im Laufe der Jahre mehrfach veränderte Orgel zum ursprünglichen Zustand zurückzuführen) fand 1989 statt. Die Orgel wurde danach durch Michel Chapuis wieder eingeweiht.
Diese Orgel wurde für zahlreiche Musikaufnahmen verwendet. Am 28. Mai 2011 wurde eine Briefmarke mit einem Bild der Orgel herausgegeben.
Die Orgel hat heute 34 Register auf drei Manualen und Pedal.
Die Disposition lautet:
| I Grand Orgue C–f3 |        |
| Bourdon            | 16′    |
| Montre             | 8′     |
| Bourdon            | 8′     |
| Dessus de Flûte D  | 8′     |
| Prestant           | 4′     |
| Nazard             | 2 ⁄3′  |
| Quarte             | 2′     |
| Doublette          | 2′     |
| Tierce             | 1 3⁄5′ |
| Cornet V D         |        |
| Fourniture IV      |        |
| Cymbale IV         |        |
| 1ère Trompette     | 8′     |
| 2ème Trompette     | 8′     |
| Voix Humaine       | 8′     |
| Clairon            | 4′     |

| II Positif C–f3 |        |
| Bourdon         | 8′     |
| Montre          | 4′     |
| Flûte           | 4′     |
| Nazard          | 2 ⁄3′  |
| Doublette       | 2′     |
| Tierce          | 1 3⁄5′ |
| Larigot         | 1 ⁄3′  |
| Fourniture III  |        |
| Cymbale II      |        |
| Cromorne        | 8′     |

| III Récit c1–f3 |    |
| Cornet V        |    |
| Trompette       | 8′ |
| Hautbois        | 8′ |

| Pédale C–f1 |    |
| Montre      | 8′ |
| Flûte       | 8′ |
| Flûte       | 4′ |
| Trompette   | 8′ |
| Clairon     | 4′ |

- Koppeln: II/I
- Nebenregister: Tremblant